# Sangara
Sangara (hieroglyphenluwisch: sa5-ka+ra/i-sa) war ein König von Karkemiš, der aus assyrischen und luwischen Quellen bekannt ist. Er ist für die Jahre 870 bis 848 v. Chr. belegt. In einer luwischsprachen Stele für die Göttin Kubaba erscheint er als der Ahnherr von König Kamani.
Sangara muss den Thron von Karkemiš nicht lange nach König Katuwa bestiegen haben. Er wird nur in Texten der assyrischen Könige Assurnasirpal II. und Salmanassar III. erwähnt.
Zunächst war er dem König Assurnasirpal II. tributpflichtig. Im Jahre 870 zog der assyrische König über den Euphrat und wandte sich zuerst gegen Karkemiš. Angesichts des assyrischen Heeres ergab Sangara sich rasch. Der Preis war hoch, da Karkemiš zu jener Zeit zu den wohlhabendsten neo-hethitischen Staaten gehörte. Er zahlte und lieferte als Tribut 20 Talente Silber, 100 Talente Bronze, 250 Talente Eisen, Throne und andere Möbelstücke, Elefantenstoßzähne, einen goldenen Streitwagen, eine goldene Liege und 200 halbwüchsige Mädchen, wohl als Dienerinnen für den assyrischen König und seine Offiziere. Auch lieferte er Streitwagen, Kavallerie und Infanterie seiner Stadt zur Unterstützung an die assyrische Armee ab. Im Gegenzug für die Tributzahlungen wurden Sangara und Karkemiš von einem assyrischen Angriff verschont.
Im Jahr 858 v. Chr. schloss Sangara von Karkemiš sich einer anatolisch-syrischen antiassyrischen Allianz gegen Salmanassar III. an, zu der auch Aḫuni von Bit Adini, Hajjanu von Samʼal und Suppiluliuma von Pattin gehörten. Sie attackierten das assyrische Heer auf dem Gebiet von Sam'al und wurden zurückgeschlagen. Der Aufstand von Karkemiš als Mitglied der Allianz hielt an, bis Salmanassar III. 857 eine befestigte Stadt namens Sazabu auf dem Gebiet von Karkemiš zerstörte. Sangara unterwarf sich und zahlte Tribut: 2 Talente Gold, 70 Talente Silber, 30 Talente Bronze, 100 Talente Eisen, 20 Talente rotviolette Wolle, 500 Gewänder, Sangaras Tochter samt Aussteuer, 100 Töchter der Adligen von Karkemiš, 500 Ochsen und 5000 Schafe.
853 v. Chr. zahlte Sangara den Assyrern erneut Tribut.
849 v. Chr. wagte Sangara noch einmal den Aufstand, diesmal verbündet mit Hadram von Bit Agusi. Salmanassar III. fiel in Karkemiš ein und zerstörte einige Städte in Sangaras Herrschaftsgebiet, welche er auch niederbrannte. Sangara unterwarf sich, doch nicht für lange. 848 v. Chr. erhoben sich Hadram und er erneut. Salmanassar III. reagierte, indem er 97 von Sangaras Städten eroberte und zerstörte. Nach 848 v. Chr. schweigen die Quellen über Sangaras weiteres Schicksal, doch es erscheint wahrscheinlich, dass er, ähnlich wie sein Allianzpartner Hadram von Bit Agusi, auf seinem Thron verblieb und von da an treuer Vasall des assyrischen Königs war.